# بوبرهای ریش‌کوتاه
بوبرهای ریش‌کوتاه (نام علمی: Baeopogon) نام یک سرده از تیره خرمابلبلان است.